# Llista d'episodis de DNA²
DNA² (D・N・A² ～何処かで失くしたあいつのアイツ～, Dī En Ei Tsū: Dokoka de Nakushita Aitsu no Aitsu) és una sèrie manga de Masakazu Katsura publicada a la revista Weekly Shonen Jump de l'editorial Shueisha, entre els anys 1993 i 1994. Fou adaptada a la seva versió anime produïda per la companyia Madhouse i l'Studio Deen i dirigida per Jun'ichi Sakata. Fou estrenada al Japó pel canal NTV el 7 d'octubre de 1994 fins al 23 de desembre del mateix any.
A Espanya, La sèrie fou distribuïda en format DVD per la companyia Selecta Visión. A Catalunya, la sèrie d'anime sencera fou emesa pel canal K3 del 22 de febrer de 2004 a l'11 d'abril del mateix any, reemetent-se posteriorment en diverses ocasions.

## Llista d'episodis
| # | Títol en català                                                                                       | Data d'estrena al Japó | Data d'estrena a Catalunya |
| --- | --- | ---------------------- | -------------------------- |
| 1 | Karin, la noia que va venir del futur Mirai kara no shōjo Karin (未来からの少女 かりん)               | 7 d'octubre de 1994    | 22 de febrer de 2004       |
| 2 | Junta, el naixement del Mega-playboy Megapure tanjō! Junta (メガプレ誕生! 純太)                       | 14 d'octubre de 1994   | 28 de febrer de 2004       |
| 3 | Ami, la nit de la festa Matsuri no yoru ni Ami (祭りの夜に 亜美)                                      | 21 d'octubre de 1994   | 29 de febrer de 2004       |
| 4 | Tomoko, per a qui és el penjoll? Nekkuresu wa dare ni? Tomoko (ネックレスは誰に? 倫子)                | 28 d'octubre de 1994   | 6 de març de 2004          |
| Després del desastre de la nit anterior, en Junta decideix comprar-li un regal a la Karin. L'Ami li aconsella que li regali un collaret. A la botiga, Junta es troba la Saeki, que es pensa que el collaret és per ella i, després d'un episodi d'al·lèrgia en un emprovador, acaben tots dos a casa d'en Junta. La Karin, que els espia, s'adona que la Saeki provoca fluctuacions de l'ADN d'en Junta i corre a buscar l'Ami. Junta, finalment, té el valor de dir-li a la Saeki que el collaret no era per ella. La Saeki se'n va i, en sortir, es troba l'Ami i, convençuda que era la destinatària del collar, l'hi dona, però declarant, això sí, que no pensa renunciar a en Junta. | |                        |                            |
| 5 | Kotomi, no ho puc dir a ningú Dare ni mo ienai! Kotomi (誰にも言えない! ことみ)                       | 4 de novembre de 1994  | 7 de març de 2004          |
| 6 | Què li ha fet en Junta a la Kotomi? Junta wa Kotomi ni nani o shita? (純太はことみに何をした?)        | 11 de novembre de 1994 | 13 de març de 2004         |
| 7 | Et vull donar tot el que tinc Watashi no subete o agetai no! (私のすべてをあげたいの!)                | 18 de novembre de 1994 | 14 de març de 2004         |
| 8 | Sempre has estat amb mi Zutto anata ga zoba ni ita (ずっとあなたがそばにいた)                         | 25 de desembre de 1994 | 20 de març de 2004         |
| 9 | Aquell projectil encerta al pit d'en Ryuji Sono dangan wa Ryūji no mune ni... (その弾丸は竜二の胸に…) | 2 de desembre de 1994  | 21 de març de 2004         |
| 10 | El perillós poder d'un perillós Ryuji Abunai Ryūji no abunai nōryoku (アブナイ竜二の危ない能力)       | 9 de desembre de 1994  | 27 de març de 2004         |
| 11 | No t'has de convertir en Mega-playboy Megapure ni naccha dame!! (メガプレになっちゃダメ!!)            | 16 de desembre de 1994 | 28 de març de 2004         |
| 12 | Adéu siau, Mega-playboy Bai bai Megapureibōi (バイバイ メガプレイボーイ)                              | 23 de desembre de 1994 | 3 d'abril de 2004          |

## Original Video Animation
Posteriorment, se'n va editar una seqüela de 3 episodis en format OVA, des del 25 de maig de 1995 fins al 25 de juny del mateix any, que complementen la sèrie original.
| # | Títol en català                                                                    | Data d'estrena al Japó | Data d'estrena a Catalunya |
| --- | ---------------------------------------------------------------------------------- | ---------------------- | -------------------------- |
| 13 | Una altra màquina del temps Mō hitotsu no taimu mashin (もう一つのタイムマシン)    | 25 de maig de 1995     | 4 d'abril de 2004          |
| 14 | Una cosa oblidada cent anys més tard Hyaku nengo no wasuremono (100年後の忘れもの) | 25 de maig de 2005     | 10 d'abril de 2004         |
| 15 | No t'oblidaré mai Boku wa anata o wasurenai (ぼくはあなたを忘れない)               | 25 de juny de 1995     | 11 d'abril de 2004         |
| L'Ami es desperta, troba una càpsula de bala al seu costat i es posa a buscar en Junta immediatament. En Junta, controlat pel doctor Mori, continua atacant la Karin, però fuig perseguida per la Lulala i en Ryuji i té la bona idea de portar-los cap al metro, on quedaran fora de l'abast d'en Mori. Desgraciadament, en el cas de la Lulala, no estar sota el control directe d'en Mori no té gaire importància, perquè li ha sigut fidel des que va néixer. Quan la Lulala ja té la Karin contra les cordes, apareix en Junta. |                                                                                    |                        |                            |